# Dissipativer Operator
In der linearen Theorie sind dissipative Operatoren lineare Operatoren, die auf reellen oder komplexen Banachräumen definiert sind und gewisse Normabschätzungen erfüllen. Durch den Satz von Lumer-Phillips spielen sie eine wichtige Rolle bei der Betrachtung stark stetiger Halbgruppen.

## Definition
Seien {\displaystyle X} ein Banachraum und {\displaystyle D(A)\subset X}. Ein linearer Operator {\displaystyle A\colon D(A)\rightarrow X} mit
{\displaystyle \|(\lambda -A)x\|\geq \lambda \|x\|}
für alle {\displaystyle \lambda >0} und {\displaystyle x\in D(A)} wird dissipativ genannt. Diese Bezeichnung geht auf Ralph Phillips zurück.
Ist {\displaystyle A} ein linearer Operator und {\displaystyle -A} dissipativ, so wird {\displaystyle A} akkretiv genannt. Diese Bezeichnung wurde von Tosio Kato und Kurt Friedrichs eingeführt.

## Hilbertraum
Wenn {\displaystyle X} ein Hilbertraum ist, ist ein linearer Operator {\displaystyle A\colon D(A)\rightarrow X} genau dann dissipativ, falls
{\displaystyle \operatorname {Re} \,\langle Ax,x\rangle \leq 0}
für alle {\displaystyle x\in D(A)} gilt, wobei {\displaystyle \operatorname {Re} } den Realteil bezeichnet.

## Folgerungen
Sei {\displaystyle (A,D(A))} ein dissipativer Operator auf einem Banachraum {\displaystyle X}.
- {\displaystyle \lambda -A} ist für ein {\displaystyle \lambda >0} surjektiv genau dann, wenn {\displaystyle \lambda -A} für alle {\displaystyle \lambda >0} surjektiv ist. Alsdann heißt {\displaystyle (A,D(A))} m-dissipativ und erzeugt eine stark stetige Operatorhalbgruppe.[2]
- {\displaystyle A} ist abgeschlossen genau dann, wenn das Bild von {\displaystyle \lambda -A} für ein {\displaystyle \lambda >0} abgeschlossen ist.

## Beispiel
Betrachtet man auf einem beschränkten Gebiet {\displaystyle \Omega \subset \mathbb {R} ^{n}} den Laplace-Operator {\displaystyle \Delta } mit Dirichlet-Randbedingung auf {\displaystyle L^{2}(\Omega )} (siehe {\displaystyle L^{p}}-Raum), also {\displaystyle D(\Delta )=H^{2}(\Omega )\cap H_{0}^{1}(\Omega )}, erhält man:
{\displaystyle \langle \Delta u,u\rangle =-\langle \nabla u,\nabla u\rangle =-\|\nabla u\|^{2}\leq 0}.
Der Satz von Lax-Milgram beweist, dass {\displaystyle \Delta :D(\Delta )\rightarrow L^{2}(\Omega )} m-dissipativ ist und somit eine stark stetige Operatorhalbgruppe erzeugt.